# 邹代藩
邹代藩（1861年10月30日—1922年），字价人，湖南新化县罗洪村（今隆回县罗洪乡）人。中国民主革命家，中华民国政治人物。

## 生平
清朝咸丰十一年农历九月二十七日（1861年10月30日），邹代藩出生于湖南省新化县罗洪村（今隆回县罗洪乡）。邹代藩六岁时，其父邹世咸让他背诵六十花甲，他没能背全，其父遂将他从横楼上抛进池塘，被人救起。此后，邹代藩刻苦读书。1885年，他考取县学附生。后他补廪膳生，捐光禄寺署正。戊戌变法期间，他曾参与维新，创办了新化速成学堂、罗洪小学。1903年冬，他和周震麟编写了宣传品《血泪书》，抨击朝廷，宣传反满革命。1905年，他参加中国同盟会，此后他和姻亲谭人凤在湖南、湖北、江西、南京、日本等地，其头颅被清廷悬赏五十万元。1911年辛亥长沙起义成功，他任宝庆军政分府都督。此后他曾任各省都督府代表聯合會湖南代表，在南京参加了聯合會会议以及中华民国临时大总统选举会。中华民国成立后，邹代藩担任湖南湖田局局长。1922年冬，邹代藩病逝，享年60岁。

## 著作
- 历史精义
- 孝经通义
- 人学堂文存
- 人学堂诗存
- 资江日墨